# Transavanguardia italiana

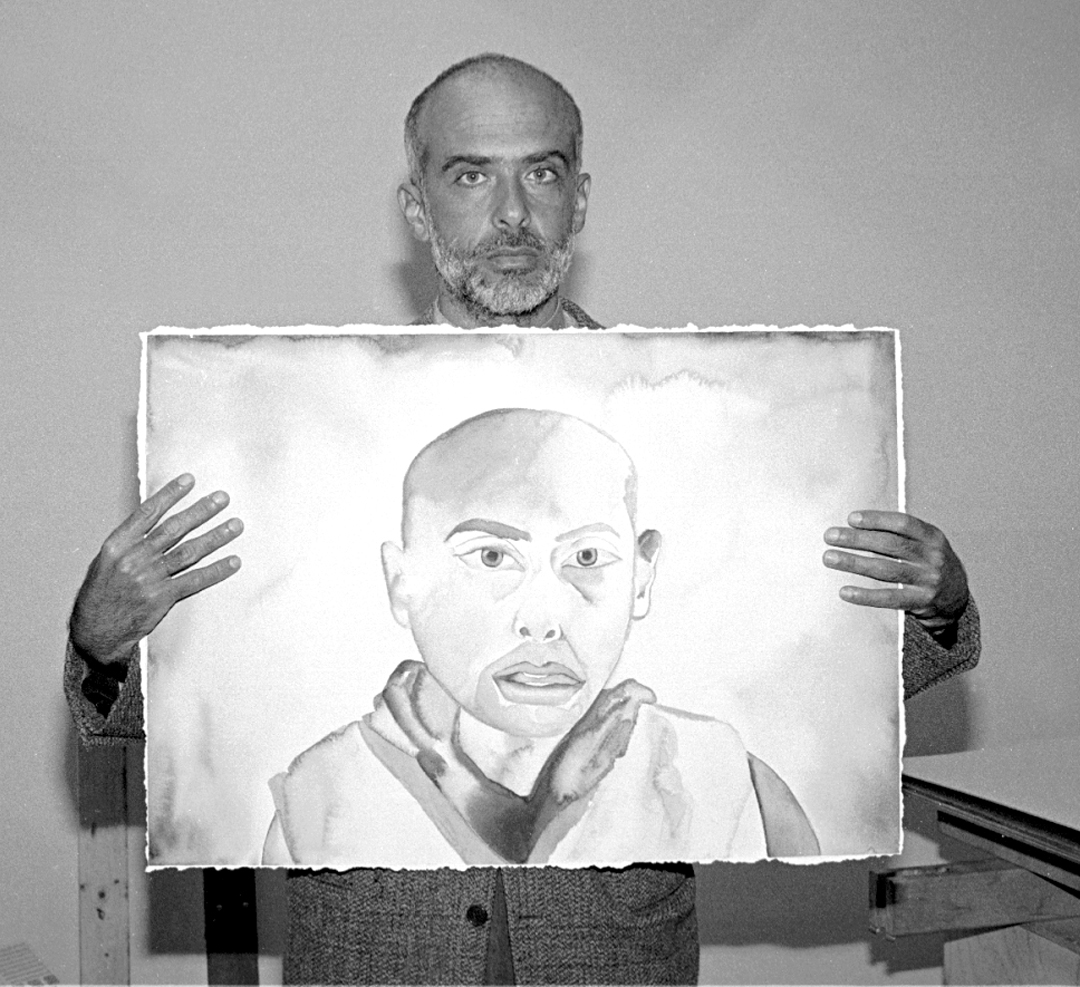
Francesco Clemente fotografato a San Francisco nel 1991 con il proprio Autoritratto

La transavanguardia italiana è un movimento artistico italiano nato verso la seconda metà degli anni settanta del XX secolo su progetto del critico Achille Bonito Oliva (a cui si deve il neologismo stesso) sulla scia della crisi economica che caratterizzò questo decennio e che ridimensionò l'ottimismo produttivo e culturale dell'Italia. Questa crisi economica ebbe conseguenze anche sull'arte, dato che smorzò l'ottimismo sperimentale delle avanguardie.
Contestualizzata, a posteriori come una delle correnti del postmodernismo, la transavanguardia, grazie alla natura anticipatoria dei movimenti che hanno caratterizzato l'attraversamento dell'arte concettuale, ha continuato in Italia ad essere protagonista di ulteriori ondate artistiche, sovrapponendosi alle altre tendenze postmoderne.
In linea con altre esperienze europee e americane contemporanee, il movimento italiano è inserito nel novero delle correnti neoespressioniste. Questo status internazionale è stato confermato dal notevole successo riscosso a livello di mercato, al quale non sempre è corrisposto un altrettanto indiscusso riconoscimento della critica. A conferma della fama conseguita a livello globale, in Italia sono nate diverse esperienze artistiche la cui struttura ricalca quella della Transavanguardia, come i Nuovi Nuovi di Renato Barilli e il Magico Primario di Flavio Caroli.

## Contesto storico
La Transavanguardia italiana (o anche “Arte Cifra”) è un'esperienza artistica sviluppatasi in Italia tra la fine degli anni settanta e la metà degli anni ottanta. Nasce da un'intuizione del critico Achille Bonito Oliva che, nell'ottobre 1979, nel saggio La Transavanguardia Italiana pubblicato su Flash Art, seleziona accuratamente sette artisti italiani emergenti: Sandro Chia, Francesco Clemente, Enzo Cucchi, Mimmo Paladino, Nicola De Maria, Marco Bagnoli e Remo Salvadori. Le loro ricerche sono paragonabili per il modo in cui concepiscono l'opera d'arte e per l'uso di tecniche prevalentemente pittoriche, fattore che li differenzia dalle correnti artistiche principali di questi anni.
La Transavanguardia italiana si attesta come una reazione visiva a un'epoca di crisi economica, politica, ideologica e sociale, nella quale viene ribaltata completamente la fiducia ottimistica nel progresso e nelle istituzioni affermatesi in precedenza. Infatti, l'aumento vertiginoso del prezzo del petrolio dovuto alla guerra dello Yom Kippur causa ripercussioni evidenti su settori importanti dell'industria italiana, testimoniate da una crescita costante della disoccupazione. Questa situazione economica drammatica diventa insostenibile per via dei ripetuti episodi di violenza che caratterizzano gli atti di terrorismo a sfondo politico, sia di destra che di sinistra.
Nonostante le circostanze sfavorevoli, proprio in questo contesto emergono alcuni elementi di rinnovamento che introducono i grandi cambiamenti che l'Italia si prepara ad affrontare nel decennio successivo.
Cresce l'importanza delle imprese locali e alcuni settori chiave dell'industria italiana subiscono un rinnovamento e aumentano le esportazioni. Si sviluppa considerevolmente il settore terziario, fattore che rende l'economia italiana postindustriale, basata su servizi e finanza. A livello sociale le spinte autonome sono in costante aumento, per via della ridefinizione in atto dei valori ritenuti fondamentali e per la “messa in discussione del pensiero bipolare e istituzionale”. Queste trasformazioni rendono gli anni ottanta “il regno del best seller e del culto di sé, della religione del successo e della deregulation”.
La Transavanguardia coglie questa epoca di mutamenti, questo ritrovato individualismo, cavalcando l'estetica diffusa dalla tv a colori e dal clima edonista della prosperità neoliberista.

## Concetti chiave

### Peculiarità artistiche
Sebbene non siano parte di un movimento vero e proprio, le cinque personalità che compongono la Transavanguardia italiana vengono scelte da Achille Bonito Oliva per via dell’atteggiamento condiviso con cui interpretano il loro essere artisti.
Principio cardine che collega le loro opere è il primato della soggettività dell’artista, che attua una ricerca individuale e libera. Ogni opera rappresenta un unicum, una creazione a sé stante, ricca di elementi eterogenei e che si differenzia da ogni altra. Queste rotture stilistiche, insite persino in un unico quadro, riflettono la frammentarietà dell’individuo espressa dai filosofi postmoderni. Quella della Transavanguardia non è un’arte nata con lo scopo di incidere concretamente sulla società contemporanea, da cui anzi si dissocia, replicandone le spinte individualistiche in costante aumento.
Le loro opere rivelano un sostrato di nomadismo, inteso come libertà di ripercorrere a piacimento l’intera storia dell’arte, e di eclettismo, poiché da essa decidono di volta in volta quali elementi riutilizzare in base alla propria sensibilità. Questi rimandi sono selezionati da culture di ogni estrazione, sia alta che bassa. L’ “ibridazione […] dei linguaggi” contraddistingue questa congiuntura temporale, in cui si intravedono le prime avvisaglie della globalizzazione. Queste citazioni subiscono però un processo di degradazione, che permette agli artisti di trattarle in modo ironico e distaccato, senza alcuna accuratezza storica.
I protagonisti della Transavanguardia italiana aderiscono ad un recupero della manualità che permette loro di essere più spontanei rispetto ad altri mezzi espressivi, come la fotografia e il video. Attraverso una grande varietà di mezzi tradizionali, e in modo particolare la pittura, questi artisti si avvalgono di una gestualità artigianale, più emotiva e istintiva.  Questo ritorno alla figurazione, intesa come segno e colore, è operato in senso antintellettualistico, con evidenti richiami alle frange più anarchiche e irrazionali delle avanguardie. Il risultato è una pittura considerata rozza, ai limiti del dilettantesco, il cui nucleo non è logico e razionale, ma poetico ed evocativo.
Premiata da un successo internazionale rapido e di ampia portata, la Transavanguardia italiana rimarca comunque, attraverso le proprie opere, l’importanza del “genius loci” nazionale, ossia quelle peculiarità regionali che rischiano di essere offuscate dalla crescente standardizzazione dei linguaggi artistici a livello globale.

### Moderno e postmoderno
La Transavanguardia è stata a più riprese etichettata come un movimento artistico postmoderno.
È evidente che le riflessioni di filosofi come Jean-François Lyotard, Jacques Derrida, Gilles Deleuze, Félix Guattari, Roland Barthes e Gianni Vattimo abbiano condizionato in maniera profonda il clima culturale del periodo a cavallo tra gli anni settanta ed ottanta.
Ciò che accomuna questi pensatori è la ridiscussione di molti valori ritenuti fino ad allora intoccabili. L'annuncio della fine delle grandi narrazioni moderne di Lyotard implica la fine della storia concepita come progettualità in continuo miglioramento. La struttura rizomatica della conoscenza definita da Deleuze e Guattari esprime il rifiuto di gerarchie e autorità predefinite. Il “pensiero debole” di Vattimo certifica la presa di coscienza della perdita di punti di riferimento assoluti -le categorie onnicomprensive che caratterizzano la modernità- e la riscoperta del diverso, di ciò che fino ad allora era stato volutamente ignorato.
Attingendo in modo consapevole da questi contributi, nel suo saggio Achille Bonito Oliva rimarca la differenza tra gli artisti da lui selezionati e le altre proposte artistiche moderne. Già nell'accezione Transavanguardia il critico sottintende, mediante il prefisso trans, la possibilità di un attraversare le avanguardie, per non operare una netta cesura con il passato. Al loro “darwinismo linguistico”, inteso come concetto di evoluzione nell’arte, si oppone la possibilità di un “andamento a salti”, che permette di percorrere in molteplici direzioni la storia dell'arte. La Transavanguardia stigmatizza infatti il feticismo del nuovo, attraverso opere che scandalizzano per la mancanza di novità. Rispetto alla progettualità delle avanguardie si afferma come parametro di giudizio di un lavoro l'intensità, la capacità di affascinare lo spettatore. Emerge la “necessità di ristabilire un rapporto di piacere fra l’opera e […] l'osservatore", nel segno di Roland Barthes, da cui è tratta la concezione dell'opera come un groviglio di emozioni e significati, senza direttrici predeterminate.
Un’arte che tramite “la frantumazione dell'idea unitaria dell’opera” diviene “proiezione della frantumazione di ogni visione unitaria del mondo”. Per questo si assiste ad un recupero delle istanze minoritarie e sottovalutate in precedenza, nel segno di un nomadismo che si modella sulle riflessioni di Deleuze.
La Transavanguardia è un movimento che trae coscientemente numerosi spunti dal clima postmoderno tanto di moda all'epoca, ma questo non impedisce di intravedere collegamenti anche col modernismo, che appare inconciliabile con gli enunciati teorici di Oliva. Infatti, gli esiti artistici di questo periodo culturale non possono essere circoscritti alle avanguardie di tipo razionalistico. Oltre queste operano personalità più anarchiche e libertarie a cui gli esponenti della Transavanguardia guardano con interesse.
Queste frange più antintellettualistiche riscoprono “il regno del folle, dell'idiota, del primitivo, del radicalmente altro”, nel nome di una libertà tematica ed espressiva che rispecchia fedelmente quella fatta propria dai cinque italiani.

### Il rapporto con l'Arte Povera e l'Arte Concettuale
Fin dagli esordi della Transavanguardia italiana, il critico Achille Bonito Oliva si spende nel sottolineare le differenze che esistono tra il movimento da lui teorizzato e le tendenze artistiche più in voga sulla scena italiana.
Le personalità dell’Arte Povera lavorano presentando materiali semplici e naturali. Questo linguaggio astratto è il veicolo di una protesta nei confronti del mondo consumistico occidentale. È quindi un’arte dai connotati politici, la cui opposizione al sistema dominante influisce sul lavoro degli artisti.
L’Arte Concettuale è un’arte progettuale, “caratterizzata dalla smaterializzazione e dall’impersonalità nell’esecuzione delle opere d’arte”. Rispecchia la fiducia nel progresso tipica delle avanguardie e nella capacità dell’arte di agire come elemento che concilia contraddizioni e differenze. È quindi un’arte che vuole agire concretamente sulla vita, attraverso un filtro culturale presente nelle opere che, a differenza dell’Arte Povera, sono connotate da titoli, talvolta velati di ironia.
La Transavanguardia si pone in opposizione rispetto ad alcuni elementi che definiscono le tendenze artistiche che la precedono: all’impegno politico sostituisce la certezza che il mondo dell’arte non influisce sulla realtà e sulla vita; ad un linguaggio astratto contrappone un ritorno al figurativo; all’impersonalità dell’artista replica con un rinnovato individualismo.
Nonostante questo distacco sia ideologico sia tecnico, espresso soprattutto nei confronti della "coda accademizzante" di queste tendenze, si intravedono alcuni punti di contatto, in modo particolare con l’Arte Povera.
Innanzitutto, i cinque artisti italiani scelti da Oliva, nelle fasi più precoci del loro percorso, o hanno sperimentato modi di operare attinenti a queste tendenze o hanno lavorato a stretto contatto con alcuni rinomati esponenti di tali correnti. Queste esperienze determinano un’influenza nel proseguimento delle loro carriere.
Da un punto di vista pubblicitario, l’operazione messa in atto dal critico Germano Celant è paragonabile a quella svolta da Oliva per la Transavanguardia. Avendo ben presente la ricettività limitata del mercato dell’arte, queste due iniziative sono realizzate per imporre “una situazione […] all’avanguardia rispetto alle altre, con caratteristiche proprie di protagonismo”.
Altri aspetti comuni sono il valore attribuito a mestiere e tradizione, uno spiccato antiintellettualismo e la critica nei confronti della nozione progressista di cui le avanguardie si fanno portavoce.

## Artisti

### Sandro Chia
L’arte di Sandro Chia dimostra un interesse prevalente per l’essere umano, spesso protagonista dei suoi quadri. Queste figure sono antieroi dal fare tragico e grottesco, spesso rappresentate in forme monumentali. Lo stile cromatico che le contraddistingue è molto esuberante e trasgressivo, spaziando agilmente dalle tonalità fauves al kitsch.
Le sue opere sono frutto di una “contaminazione dei modelli, dei linguaggi, delle tecniche”, spaziando dalla storia dell’arte, in particolar modo italiana, alle culture considerate “minori”. Questa poliedricità stilistica rende aperti i suoi dipinti a più letture interpretative: “Picasso, Cèzanne, Chagall, Carrà, Savinio o anche Kandinsky, Klee, Picabia, ecc.: sono tutti rimandi possibili, ma anche rimandi che si sovrappongono, che si cancellano reciprocamente”.
Nelle sue opere Chia lascia intravedere alcuni aspetti stilistici e poetici dei suoi esordi artistici, collegati al clima concettuale: “l’infantilismo irriverente, quella figurazione a un tempo goffa e fumettistica, quei titoli che giocano, nei modi di una filastrocca, con le aspettative visive di chi osserva”.

### Francesco Clemente
Nella sua ricerca artistica Francesco Clemente indaga sulle mille sfaccettature presenti nella sua personalità, composta di una serie di sé multipli e diversi. Questo interesse è particolarmente evidente nei suoi autoritratti, che si distinguono per la presenza di particolari imprevedibili volti a creare un effetto di spaesamento.
I suoi quadri rievocano il lavoro di Egon Schiele, le sue figure erotiche e drammatiche, ma colte attraverso un filtro ironico assolutamente originale. Questa sessualità morbosa e grottesca è solo una delle “piccole confessioni psicoanalitiche di un’umanità colta nei suoi stati più liberi e decondizionati” che affollano le immagini del pittore napoletano.
Notevole influsso sul suo operato proviene dall’India, con la sua spiritualità e le sue pratiche artistiche, conosciute nei suoi viaggi prima con Alighiero Boetti poi con la moglie Alba.
Nell’arco della sua carriera Clemente si è contraddistinto per l’uso di una grande quantità di tecniche artistiche, spaziando dalla fotografia alla pittura, dal disegno all’acquarello, lavorando anche con alcuni metodi ormai desueti come il mosaico, l’encausto e la grisaglia.

### Enzo Cucchi
Nelle opere di Enzo Cucchi si intravede l’attaccamento dell’artista alle Marche e al Mar Adriatico. I suoi dipinti alludono spesso a leggende e temi primordiali collegati alla sua terra natia. I paesaggi della sua regione hanno un ruolo fondamentale nella definizione dell’iconografia originale del pittore, nella quale tratta con insistenza il rapporto tra la vita e la morte, sempre richiamata dai numerosi teschi che popolano i suoi lavori, e “allude spesso […] al dolore fisico o mentale, il dolore dell’esistenza, il dolore del corpo”. Per esprimere al meglio queste sensazioni utilizza colori cupi, acidi, con una predilezione per il colore nero. Dà forma a questa percezione tramite una pennellata che può essere veloce ed energica, simile alla grezza immediatezza della graffiti art, o ampia e formale.
Tra i molti rimandi provenienti dal mondo dell’arte che lo suggestionano, i più evidenti sono quelli riferibili a due pittori a lui conterranei, ossia Scipione e Osvaldo Licini. Del primo riscopre “l’uso del colore come sbavatura” mentre del secondo “il senso dinamico dello spazio, la libertà di collocare gli elementi figurali fuori da qualsiasi riferimento naturalistico”.

### Nicola De Maria
Nicola De Maria si differenzia dagli altri artisti appartenenti all’esperienza della Transavanguardia per via del suo linguaggio figurativo aniconico. La sua pittura tende spesso a oltrepassare la cornice del quadro e ciò permette all’artista di rimodellare lo spazio mediante il colore, dando vita a “un’architettura […] emotiva”, nella quale la luce agisce da protagonista. Questa qualità della sua arte matura grazie ai lavori giovanili eseguiti a stretto contatto con alcuni artisti dell’Arte Povera, come Mario e Marisa Merz. Oltre ad essi De Maria trae ispirazione dalla “tradizione di poesia, arte e musica cui appartengono Rilke, Khlebnikov, Jawlensky, Kandinsky, Klee, Scriabin”.
Nelle sue opere l’esponente della Transavanguardia predilige l’uso di colori primari, ripassati costantemente fino ad ottenerne un idoneo grado di intensità. Questa pratica richiede un lavoro lento e rigoroso all’artista, spesso svolto all’aperto, nella natura, per favorire la meditazione. In molti suoi quadri questi strati di colore puro vengono screziati dalla presenza di segni grafici ed esili figurette.
Le opere del nativo di Foglianise non possono mai definirsi concluse, visto che l’autore lascia sempre aperta la possibilità di modificarle.

### Mimmo Paladino
L’evoluzione del percorso artistico di Mimmo Paladino passa sia attraverso l’utilizzo di diversi mezzi espressivi sia la realizzazione di opere dalla filosofia molto variegata. Accosta lavori dal tono poverista a collage fotografici, videotape ad allestimenti di enviroment. Questa ricerca lo conduce alla figurazione nel 1977, quando realizza Silenzioso mi ritiro a dipingere un quadro.
Dedicandosi in modo particolare alla pittura e alla scultura, nella sua ricerca privilegia contenuti che richiamano echi di culture passate, quasi mitologiche, ma sempre corrispondenti ad un bacino geografico di origine mediterranea. Se nei dipinti compaiono saltuariamente maschere tribali ed altri contenuti legati ai riti magici delle culture arcaiche, in scultura l’autore privilegia elmi, utensili, armi e cavalli che sembrano provenire da degli scavi archeologici. “Paladino è diventato un artista sempre più ‘meridionale’ interessandosi ai manufatti […] che appartenevano alla cultura greca, etrusca, troiana e gotica, qualunque cultura che incarni lo spirito del Sud”.
La sua iconografia si arricchisce dunque di tutta una serie di elementi, di origine sia umana, sia animale, sia vegetale che ritornano spesso all’interno dei suoi lavori, finendo per amalgamarsi spesso in combinazioni uniche tra loro. Tra tutte spiccano però le icone: una serie di figure di che ricordano vagamente l’essere umano, dal volto inespressivo e dalle posizioni che talvolta richiamano gesti magico-rituali, che donano un’aura sacrale ai dipinti a cui appartengono. Spesso sono raffigurate mediante una ieratica frontalità di origine arcaica, che le rende immediatamente riconoscibili ed evidenzia il loro immobilismo spesso contrapposto a tutta una serie di elementi in costante movimento nel resto del quadro.

## Cronistoria espositiva[39]
- 1978 Tre o quattro artisti secchi, Galleria Emilio Mazzoli a Modena
- 21/6/1979 Arte Cifra.Licht und Honig Kampf und Dreck, Galleria Paul Maenz a Colonia
- 4/11/1979 – 15/12/1979 Opere fatte ad arte, Palazzo di Città ad Acireale
- 30/11/1979 Le stanze, Genazzano
- Gennaio/luglio 1980 La mano decapitata.100 disegni italiani, Bonn, Wolfsburg, Groningen (mostra itinerante)
- 1/6/1980 – 28/9/1980 XXXIX Biennale di Venezia.Aperto 80, Magazzini del Sale alle Zattere a Venezia
- 20/9/1980 – 18/10/1980 Sandro Chia Francesco Clemente Enzo Cucchi, Sperone Westwater Fischer Gallery a New York
- 6/12/1980 – 8/1/1981 La Transavantgarde italienne: Sandro Chia, Francesco Clemente, Enzo Cucchi, Nicola De Maria, Mimmo Paladino, Galerie Daniel Templon a Parigi
- 15/1/1981 – 18/3/1981 A New Spirit in Painting, Royal Academy of London a Londra
- 1981 Tesoro, Galleria Mazzoli a Modena
- 21/4/1982 Italian Art now: an American Perspective, Guggenheim Museum a New York
- Aprile – luglio 1982 Avanguardia/Transavanguardia 1968-’77, Mura Aureliane a Roma
- 21/3/1982 – 2/5/1982 Transavanguardia Italia/America, Galleria Civica a Modena
- 4/6/1982 – 9/7/1982 The Pressure to Paint, Marlborough Gallery a New York
- 19/6/1982 – 28/9/1982 Documenta 7, Museum Fridericianum a Kassel
- 1982 Zeitgeist, Berlino

## Ricezione critica
La Transavanguardia italiana reintroduce nel mondo dell’arte un medium tradizionale che per molti anni era stato accantonato. Questo cambiamento ha degli effetti evidenti sul clima artistico dell’epoca, e provoca reazioni critiche contrastanti. Ad amplificare queste antitesi è il successo rapido e inaspettato che i cinque artisti riscuotono, sia in Italia sia a livello internazionale.
Le tematiche che affollano le discussioni sull’operato dei pittori italiani sono molteplici, tra cui quelle relative alla qualità tecnica dei loro lavori; quelle che cercano di comprendere se questa arte rappresenta il proprio tempo o va derubricata come una regressione reazionaria del mondo dell’arte; quelle che vogliono comprendere quanto ci sia di programmatico e strategico nell’operato di artisti e critico nell’affermazione così sorprendente e immediata a livello di mercato.
Fin dagli esordi del gruppo, parte della critica italiana non ha risparmiato accuse perentorie in merito alle capacità esecutive messe in mostra dagli artisti della Transavanguardia, a cui difetterebbero mestiere e disposizione. Altre posizioni si soffermano invece sul lato troppo spavaldo e barbaro di questa pittura, rea di “immergersi totalmente nel “cattivo gusto”, nel rifacimento caricaturale di tutti i casi di possibile pittura selvaggia e pseudonaive”. Questa carica li renderebbe più simili ai dirimpettai tedeschi, il cui retroterra è legato però alla precedente esperienza espressionista.
Accanto a notazioni di natura strettamente tecnico-artistica si palesano anche riflessioni di carattere socio-ideologico, che si concentrano maggiormente sul significato politico della svolta figurativa.
Parte della critica americana, legata alla rivista “October”, interpreta questo ritorno alla pittura, considerata un mezzo tradizionale ormai esaurito, come una scelta dai toni conservatori. Benjamin Buchloh vede in essa inquietanti segnali di autoritarismo. Quest’ultimo stigmatizza un’arte che non è nuova o radicale, ma viene presentata come tale per imporla sul mercato. Questo espediente è attuato per ottenere la gratificazione di un mondo borghese estraneo alle modalità espressive delle opere concettuali e minimaliste. In linea con questo pensiero ci sono anche altre personalità attive nell’ambiente culturale sia americano sia italiano, che vedono nella Transavanguardia un movimento sostenuto dai media e che punta al facile successo in un sistema artistico bisognoso di novità in grado di smuovere un mercato stagnante. Viene intravista negli artisti una duttilità tecnico-strategica che si è piegata alle esigenze del mercato, e propone un lavoro “troppo calcolato per essere così anarchico come loro pretendono di far credere”.
Non mancano anche da parte di critici americani elogi alla Transavanguardia, vista come un’arte basata sulle emozioni, superiore a quella figurativa di origine statunitense.
In entrambe le realtà geografiche convivono anche posizioni più equilibrate, che si interrogano su come l’atteggiamento e le opere dei cinque italiani siano lo specchio della situazione culturale ormai diffusa a livello mondiale.